# 葡萄酒工艺学

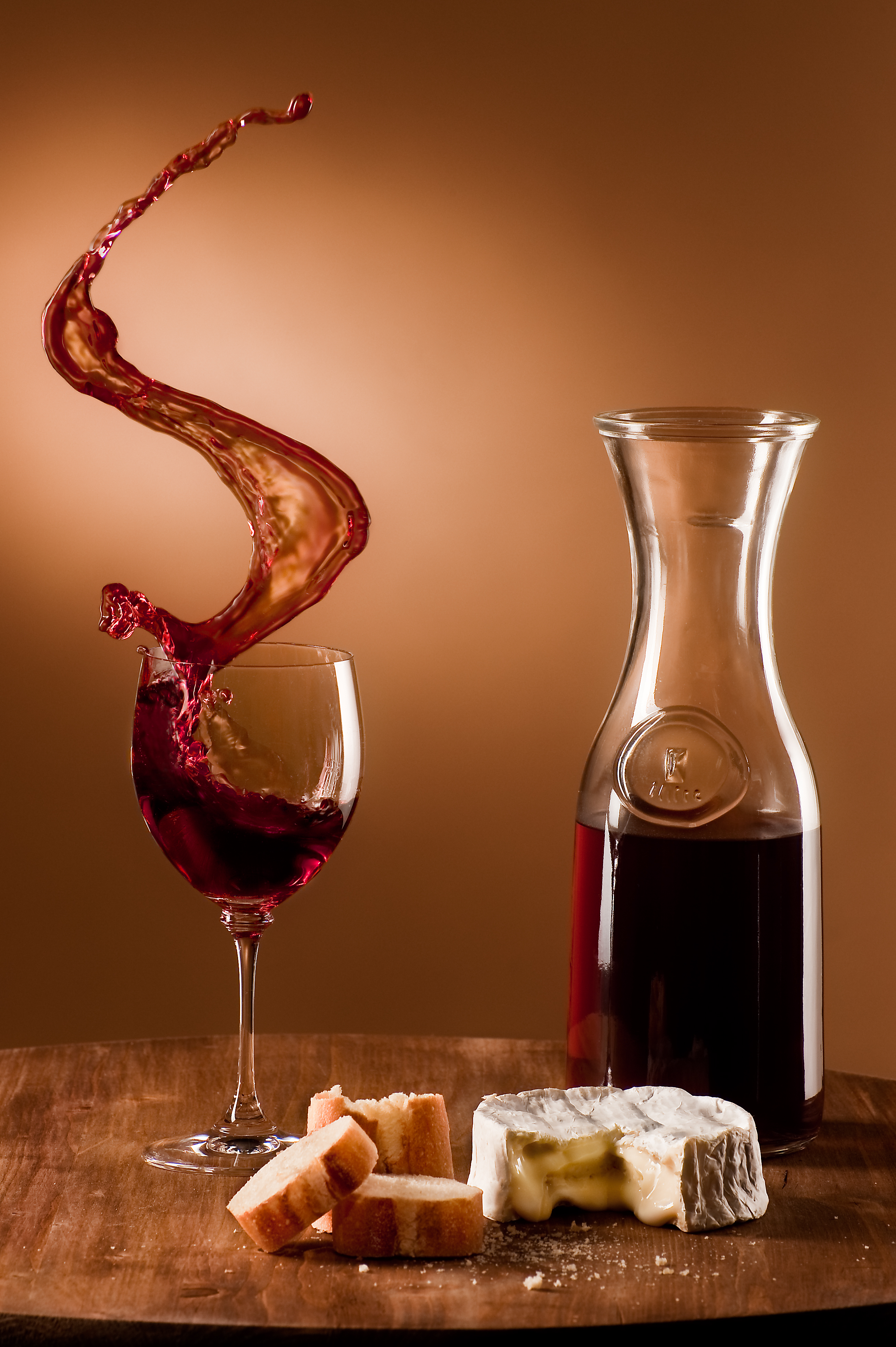
葡萄酒

葡萄釀酒學，也称为葡萄酒學，是指将葡萄酒作为科研对象的学科。其应用领域将葡萄酒及其生产包装以及延伸到由近及远的葡萄酒文化各个领域扩展（品酒，储藏和消费的成品）。

## 釀造
酿酒师是指拥有科学的葡萄酒技术的人。然而，根据文化背景和或地理术语，酿酒并不是指定的技术，也没有相关方面的学位。

### 语言的混淆
侍酒师，作为餐厅的地下室，其使命是向客户端上选择一个酒一顿饭的经理，必须具备一定的葡萄酒知识，但它确实并不意味着酿酒师。相比之下，酿酒师是不是调酒师。在这些活动中，虽然相互键合，不应该混淆的。

### 葡萄酒师在法国
在欧洲联盟法国职业工会（专业协会）中的法国酿酒师，指明酿酒师是一个“有资格的专家“，因为它的科学和技术知识是确保全部责任葡萄汁的发展，葡萄酒和葡萄产品。

### 酿酒师的地位
在法国，酿酒师须获得国家文凭部，农业部和国家教育部联合下发。相关文凭必须遵守法律条例n°55 - 3085和N°82 - 6816从而获得国家专业毕业证。然后方才可以从事红酒作业和特殊权利。
此外，在酿酒毕业生获得国家文凭的宣誓仪式上，酿酒师必须遵守道德规范联盟，包括法国酿酒师十一条指令。

### 法国酿酒师文凭的历史
二十世纪上半叶，葡萄酒行业发生了结构性改革。1955年，国家酿酒师文凭创立于法国蒙彼利埃药剂学院。还特别增加了对葡萄酒进行分析的化学实验室。

### 美国酿酒师
美国对于酿酒师（œnologue）这个词更广泛使用的是winemaker，长期的酿酒师虽然酿制酒，但是具体还包括在实验室分析的葡萄酒。
此外根据加利福尼亚州职业文凭允许，实行实践程度的专业酿酒师获得酿酒专业化理学学士学位。

## 葡萄酒制作工艺

### 自然环境的影响
自然环境的复杂性和无限多的可能性，到经验丰富的世界各地所有的葡萄和葡萄酒这个令人难以置信的层面，有时会令它不透明程度，也赋予了它的权益。酒来自自然环境和多样性将永远不会停止惊奇。

### 葡萄幼苗及品种
葡萄品种包含葡萄幼苗以及人工栽培，每个地区发展文化的一些品种，适应当地的气候条件。因此，赤霞珠-厚皮特别适用于气候潮湿的波尔多，而黑品乐，最早，适应严酷气候更容易在法国东北部。葡萄品种“芳香”如琼瑶浆或雷司令更适应北方气候的阿尔萨斯'德国或奥地利。
通过芳香前体，它包含了葡萄品种的风味影响的每个系列中发现葡萄酒的起源。世界葡萄品种是非常广泛和复杂。事实上，每一个突变或杂交葡萄可以生新品种/品种。
被称为例黑灰色，白色品种的诱变获得的黑皮诺（自然）。这些年来，自然选择，生了一个非常大的品种多样，今天参加葡萄酒世界的多样性。

### 地质土壤
地质和气候条件的葡萄树的树高在最后的结果中起到非常重要的作用。同样的葡萄也将有不一样的味道这是被高粘性土和砂和石灰石或酸受影响而不同。另一方面，阳光、水分、冻结天数等是影响参数为葡萄的成熟度。例如勃艮第的红葡萄酒和白葡萄酒是受土壤多样性影响，但是他们都是一个单一的生产品种，都是种植在勃艮第，可是质量却是参差不齐。
生产国已经开始探索全世界适宜种植葡萄的土地。在加州，在智利、阿根廷、澳大利亚，许多生产商已经寻找好的土壤已经十几年以上，这是为了更好地反映在酿酒和畜牧业的特点及其土地的市场营销和食味品质的差异。一些研究人员特别有兴趣研究这些新的发现和实验。

## 葡萄酒的制作
葡萄酒酿制是指从葡萄的压榨（葡萄汁的提炼）到得到葡萄酒汁的处理收获的葡萄的步骤。不同种类的葡萄酒的酿制方法有所不同。由不同的酿制方式所酿制的葡萄苗发酵情况不一样，因此酿成的葡萄酒各有特色，有水果味的，多苯酚的，酸味的等等。其中，包括二氧化碳浸渍法 ，事前发酵浸渍或者事后发酵浸渍，渣上发酵以及木下发酵等等。

### 类型

#### 红葡萄酒
酒的颜色是由于存在于葡萄皮中的花青素类色和葡萄膜组成。为了获得红葡萄酒，让葡萄浸渍在酒精发酵以及乘以物理操作中使用如抽水，挂或中断。持续时间浸渍和频率依赖于这些操作的颜色，香味和酒的结构。葡萄酒从发酵槽中放出（新酒），这是发酵麦芽汁（或葡萄酒）葡萄果渣分离。

#### 白葡萄酒
白葡萄酒的酿造不同于红葡萄酒，通常不浸渍或“发酵”。某些葡萄酒酿造技术可以使薄膜浸渍（通常是冷的环境下，约4°C），这些技术通常用于某些品种的芳香潜力的一些葡萄（麝香葡萄酒......）。
在传统的白葡萄酿造，收获葡萄后直接压（去梗分离浆果秸秆）。该技术也可应用于红葡萄品种。压缩可以减少直接接触葡萄膜中含有染料化合物（花青素）和果汁。在红葡萄品种酿造得到白汁的情况下稍微着色（浅染）。
白葡萄的香气是依据新鲜，果香，花卉或植物而定。葡萄酒需要更多或更少的氧化保护整个生产所需的产品，根据葡萄品种酿造的和发酵出更好的品质。

#### 桃红酒
桃红酒这不是一个混合红葡萄酒和白葡萄酒（除了一些香槟玫瑰）混合物。彩色露是获得相同的红葡萄酒，但减少浸渍时间的膜麦汁中的扩散。因此色彩进行预发酵阶段，在这个阶段，温度条件的收获是至关重要现象。
限制扩散的颜色，越来越多的玫瑰是由直接压榨的葡萄（例如普罗旺斯产的桃红酒）；他们反对把桃红酒说成说“放血”，更醇厚，更因为制定染色后浸泡几个小时更具丰富多彩。有时候略带粉红色的葡萄酒业被称为“灰色”。

#### 气泡葡萄酒
酿造气泡葡萄酒比其他的葡萄酒更加复杂。它正在实施两个连续发酵的影响。第一，酒精的发酵与其他的葡萄酒相同。但是一旦结束后，必须添加液体酵母和糖并开始的第二次发酵。所谓的泡沫，其实这是一个瓶中二次发酵。这是第二次发酵产生的二氧化碳气泡。例子包括勃艮第起泡酒，阿尔萨斯起泡酒。

#### 甜葡萄酒
甜葡萄酒（或柔软的白葡萄酒），这种既有白色和黄色镶嵌的葡萄酒从非常成熟的葡萄提炼当中非常丰富的残糖酿造而成。摘取葡萄后需要等待几个星期，如果不是有利的气候条件，葡萄容易被贵腐菌攻击产生寄生菌， 葡萄孢就会失去水和集中的糖和它的风味。这就是为什么一个甜葡萄酒是非常甘甜与芳香的原因。

#### 黄葡萄酒
黄葡萄酒（vin jaune）由单一白葡萄种类萨瓦捏(Savagnin)酿制而成，具有较强的陈年能力，一般至少陈酿六年才将其装瓶。黄葡萄酒口味类似雪利酒，其色泽来自于发酵过程中自身产生的一层发酵菌膜。黄葡萄酒香味强烈，常出现核桃和杏仁的香味，且入口后余香持久浓烈。法国汝拉地区以酿制黄葡萄酒而出名

#### 其他
菲诺雪莉葡萄酒是一种引起黄酒产生的葡萄酒，但不同的葡萄酒也享有盛誉。有些madérisés的Oloroso。

## 品酒

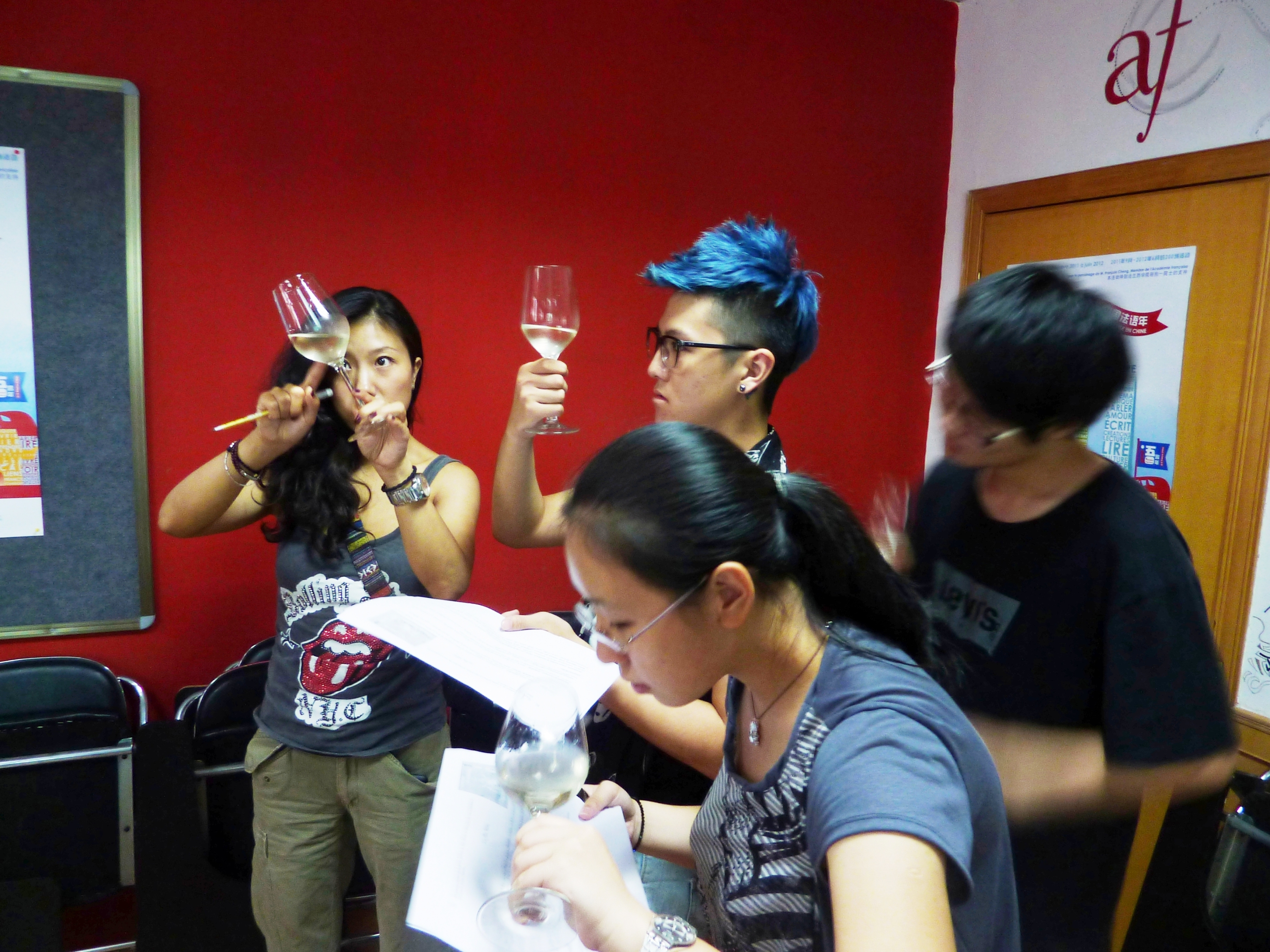
武汉法语联盟品酒会

品酒是一门品尝酒的质量，鉴赏酒香的技术。品酒一般来讲包括三大步骤，并运用以下三大感官：品酒的技术，可让您享受葡萄酒和欣赏的品质和口味。此品尝传统上包括三个步骤，它们分别对应三个方向使用：
- 看：运用视觉观察葡萄酒色。
- 闻：运用嗅觉嗅闻葡萄酒气味。
- 尝：运用口腔味觉品尝葡萄酒余味。

酒应该是清澈的。“缺陷”视觉的存在下，可以检测到对葡萄酒造成的损害的性质。酒瓶盖子，湿度指示的错误的酒窖，质量差上限或坏漏。这些因素可以破坏嗅觉的阶段，但并不意味着该酒以及坏了。一些白色的小晶体酒石酸沉淀迹象，表明酒已经收到了“寒意”。那是因为地窖温度，在几天内太低。这些晶体通常被称为“砂砾” ，它们不影响葡萄酒的质量，也没有绝对的危险。这种沉淀通常在移动的玻璃瓶看到。不了解情况的消费者经常用糖混淆着喝，虽然这样并不影响酒的品质。
白色晶体的沉淀也显示物理或化学不稳定性的葡萄酒。这种障碍可能造成在酒中的蛋白质的比例过高，则它被称为“蛋白质的小吃。 ”它也可以被酒（化学不稳定性）的某些细菌性疾病引起的。

### INAO酒杯
INAO玻璃杯，实际上是一种工作工具定义的标准化（ AFNOR ） ，采用由INAO玻璃作为参考，在1970年的法国协会的规范，其标准1971年6月和ISO 3591 1977标准AFNOR 。 INAO酒杯没有提交国家工业产权，它是复制的质量和逐步取代其他世界14杯品尝的模式。除了在玻璃的形状应该是一个事实，即鼓励品尝（主要是有争议的） ，它主要是在官方品尝一个共同的参考。事实上，在这些品酒，验证合规的名称可以有一个重大的金融从而影响酿酒师。因此，它是必不可少的一个工具，使人们的共识，尤其是在前面的陪审团或法庭。玻璃的形状是不是唯一的标准在品尝元件温度和空气纯净度，照明（频谱） ，甚至色彩（颜色）用于品酒展位须严格的标准。品酒的方法本身也须遵守的标准：双重或三重盲，统计工具等。

### 嗅觉检测
嗅觉检查分析表示酒的味道。我们说的花束，我们分析在强度方面，香气类型和复杂性。为了分析这个阶段，酿酒师建议喝一杯的上边缘向中心折叠一点，约三分之一。这些集中在鼻子的味道更好。
品酒分为两个步骤和四个步骤，其中四个步骤是专业人士常用的品酒方式。
首先检查特许材料（空玻璃杯）
浅表嗅觉的“第一鼻子”，即所有的香气，我们发现在有旋转的葡萄酒。这些气味通常指示的气候条件有框葡萄之前，他们把葡萄：温暖的气味，还有推测出产地，表明的是南部的葡萄酒，而冷金属的气味，表明他来自北方。在某些情况下，我们已经可以闻到水果如樱桃。
嗅觉的深度，突出“第二鼻子”即所有的气味，我们发现旋转后的葡萄酒的氧化。这是所有的气味很好的定义，如橡木的香味，茉莉的香味
最后（专业品酒），用力摇晃酒杯，可以根据酒的泪痕和酒的颜色判断出酒的品质好坏。

### 味觉检测
喝葡萄酒的时候，会产生很多感觉，例如触觉，味蕾的感知和回甘，其中包括：
首先，酒与味蕾的撞击产生的感觉，这个是享受整个葡萄酒的结构演化的过程，
其次，留在嘴里的余味和香气的寻求。
最后，品酒吸一点新鲜空气，通过酒，高举的味道在嘴里。通过此动作，气泡在增加的液体与空气的交换表面，因此，香气的挥发性分子，这样就可以加装嗅觉传递的受体结合。酒可以被吞咽或吐出。

### 入口感受
入口时候请细细品味，不要马上吞下，而是要用味觉感受葡萄酒中的味道，酸甜苦涩不一而足。先将酒含在口中，做咀嚼吸气动作，反覆于口腔中进行搅动，记得它布满您口腔四周，舌头两侧、舌背、舌尖，并延伸到喉头底部。好让香味散发到整个口腔中。经过以上的动作后，就可以喝下葡萄酒。但品尝并未结束，因为葡萄酒留下来的余香具有持久性，这就是余韵。

### 葡萄酒纯度
酒的酒精含量，以及平衡，大方，浓郁且醉人的醇厚等等都是检测检测酒的酸度和保护至关重要。酒（尤其是白葡萄酒） 特性明显，苹果酸-乳酸发酵转化为二次或苹果酸乳酸酸；这时候酒变得生动和芳香更加醇厚。
所有的葡萄酒都会有一些苦涩。过量的苦涩可以分解甘油，将是一个缺陷。被检测到的苦味在舌后部。有些品种可以带来咸味攻击，这是攻击检测（舌尖） 或者在有糖，但也有甘油和酒精检测的情况下，有助于酒的甜味。

### 香气区分
区分的一种变化的口味和缺陷。例如木香的味道：木单宁的葡萄酒在橡木桶中陈酿，有助于保存葡萄酒的的香气。木桶通道带来氧气和显着地改变了单宁酸。它是关于树木繁茂的葡萄酒香草橡木的香气明显。林地多年来褪色。橡树林地占主导地位的葡萄酒酒的香气是一个从损坏的盖塞住的发霉的味道，即使它不是很明显的污点隐藏许多其他口味，使得即使不能饮用的葡萄酒无关紧要的。
这意味着该酒被氧化成类似像马德拉酒。老甜葡萄酒的其并不构成酒的缺陷。表示唤起了地球的泥土矿物香气。家庭天竺葵的香味，有时糊涂缺陷造成的味道的不醇厚。深度是指该酒是优于他给人的第一印象。所有的葡萄酒有深度，口味来渐强。倒出的酒可以越醒越醇厚。